# پیش‌دست‌سانی

یک اتم کربن با هیبریداسیون sp^{۲}، با دو صورتبندی re و si

در شیمی فضایی، مولکول‌های پیش‌دست‌سان یا پروکایرالیتی(به انگلیسی: Prochirality)، مولکول‌هایی هستند که می‌توانند در یک مرحله از ناکایرال به کایرال تبدیل شوند. یک گونه ناکایرال که می‌تواند در دو مرحله به گونه کایرال تبدیل شود، پروپروکایرال نامیده می‌شود.
اگر دو استخلاف یکسان به یک اتم یا هیبریداسون SP۳ متصل شده باشند، نشانگرهای پرو-R و پرو-S برای تشخیص بین این دو استفاده می‌شود. پرو-R برای اولویت بالاتری نسبت به دیگر نتایج جانشینی یکسان در یک مرکز کایرال R در اتم با هیبریداسیون SP۳ استفاده می‌شود. به‌طور مشابه برای جانشینی پرو-S نیز به همین روش است.
یک اتم با هیبریداسیون SP۲ در هندسه مسطح مثلثی را می‌توان به یک مرکز کایرال تبدیل کرد، هنگامی که یک استخلاف به وجه re یا si از یک مولکول اضافه شود. وجهی re نامگذاری می‌شود که هنگام نگاه کردن به اتم دارای هیبریداسون SP۲، ترتیب اولویت اتم‌های متصل، طبق قواعد توالی کان–اینگولد–پریلاگ (۱ تا ۲ تا ۳) به ترتیب در جهت عقربه‌های ساعت باشد. در نقطه مقابل si در صورتی نامگذاری می‌شود که هنگام نگاه کردن به اتم دارای هیبریداسون SP۲، ترتیب اولویت اتم‌های متصل پادساعتگرد باشد. باید توجه داشت که تعیین مرکز کایرال به عنوان S یا R بستگی به اولویت گروه ورودی دارد.
مفهوم پیش‌دست‌سانی برای درک برخی از جنبه‌های فضاویژگی آنزیم لازم است. الکساندر اوگستون اشاره کرد که وقتی یک مولکول متقارن در یک محیط نامتقارن مانند سطح آنزیم قرار می‌گیرد، گروه‌های ظاهراً یکسان قابل تشخیص می‌شوند. به این ترتیب او نشان داد که حذف اولیه سیترات غیر کایرال به عنوان واسطه احتمالی در چرخه تری‌کربوکسیلات اشتباه بوده‌است.